# تيروبور
تيروبور (بالهندية: திருப்பூர்) هي مدينة من مدن الهند. يبلغ عدد سكانها 877,778 نسمة حسب إحصائيات سنة 2011. تبلغ مساحتها 159.6 كم².

## المناخ
يظهر الجدول التالي التغييرات المناخية على مدار السنة لتيروبور:
| البيانات المناخية لـتيروبور            | البيانات المناخية لـتيروبور | البيانات المناخية لـتيروبور | البيانات المناخية لـتيروبور | البيانات المناخية لـتيروبور | البيانات المناخية لـتيروبور | البيانات المناخية لـتيروبور | البيانات المناخية لـتيروبور | البيانات المناخية لـتيروبور | البيانات المناخية لـتيروبور | البيانات المناخية لـتيروبور | البيانات المناخية لـتيروبور | البيانات المناخية لـتيروبور | البيانات المناخية لـتيروبور |
| الشهر                                  | يناير                       | فبراير                      | مارس                        | أبريل                       | مايو                        | يونيو                       | يوليو                       | أغسطس                       | سبتمبر                      | أكتوبر                      | نوفمبر                      | ديسمبر                      | المعدل السنوي               |
| -------------------------------------- | --------------------------- | --------------------------- | --------------------------- | --------------------------- | --------------------------- | --------------------------- | --------------------------- | --------------------------- | --------------------------- | --------------------------- | --------------------------- | --------------------------- | --------------------------- |
| الدرجة القصوى °م (°ف)                  | 27 (81)                     | 30 (86)                     | 33 (91)                     | 34 (93)                     | 33 (91)                     | 29 (84)                     | 28 (82)                     | 27 (81)                     | 28 (82)                     | 28 (82)                     | 27 (81)                     | 26 (79)                     | 41 (106)                    |
| متوسط درجة الحرارة الكبرى °م (°ف)      | 24 (75)                     | 27 (81)                     | 29 (84)                     | 28 (82)                     | 30 (86)                     | 23 (73)                     | 25 (77)                     | 23 (73)                     | 24 (75)                     | 23 (73)                     | 24 (75)                     | 22 (72)                     | 30 (86)                     |
| متوسط درجة الحرارة الصغرى °م (°ف)      | 18 (64)                     | 19 (66)                     | 21 (70)                     | 23 (73)                     | 23 (73)                     | 22 (72)                     | 22 (72)                     | 22 (72)                     | 22 (72)                     | 22 (72)                     | 21 (70)                     | 19 (66)                     | 21 (70)                     |
| أدنى درجة حرارة °م (°ف)                | 15 (59)                     | 17 (63)                     | 20 (68)                     | 22 (72)                     | 21 (70)                     | 20 (68)                     | 20 (68)                     | 20 (68)                     | 20 (68)                     | 19 (66)                     | 18 (64)                     | 16 (61)                     | 12 (54)                     |
| الهطول مم (إنش)                        | 14 (0.6)                    | 12 (0.5)                    | 16 (0.6)                    | 58 (2.3)                    | 71 (2.8)                    | 43 (1.7)                    | 58 (2.3)                    | 39 (1.5)                    | 66 (2.6)                    | 164 (6.5)                   | 138 (5.4)                   | 39 (1.5)                    | 718 (28.3)                  |
| المصدر: Tiruppur district collectorate |                             |                             |                             |                             |                             |                             |                             |                             |                             |                             |                             |                             |                             |